# Dicranum exasperatum
Dicranum exasperatum là một loài rêu trong họ Dicranaceae. Loài này được Nees & Blume Griff. mô tả khoa học đầu tiên năm 1842.